# Samaritaine (métro léger de Charleroi)
Pour les articles homonymes, voir La Samaritaine (homonymie) et Samaritain (homonymie).
La station Samaritaine est une station du métro léger de Charleroi. C'est une station souterraine qui se trouve sur la ligne M4 vers Gilly-Soleilmont.

## Caractéristiques
Elle est complètement construite et a été inaugurée le 28 août 1992. Le nom de la station provient du nom de la rue où se trouve une des entrées ainsi que de l'école du même nom. Cette station a été créée par l'architecte Jean Yernaux. C'est la plus fréquentée de la ligne M4 en raison de la proximité d'un centre commercial, un cinéma, des écoles, une zone de commerces et d'habitations. 
En 2015, la station bénéficie d'une rénovation en profondeur pour accroître l'accessibilité, le confort et le sentiment de sécurité des usagers. Les quais, le mobilier urbain, les murs, l’éclairage, un ascenseur et des escalators et des caméras de sécurité ont été installés ou modifiés pour un montant total de 1 462 000 euros.